# Viatcheslav Semionov
Viatcheslav Mikhaïlovitch Semionov (en russe : Вячеслав Михайлович Семёнов et en ukrainien : В'ячеслав Михайлович Семенов, Viatcheslav Mykhaïlovytch Semenov), né le 18 août 1947 à Kiev (Union soviétique) et mort le 12 août 2022, est un footballeur international soviétique et entraîneur de football ukrainien.
Il est notamment médaillé de bronze avec la délégation soviétique dans le cadre des Jeux olympiques d'été de 1972.

## Biographie
Natif de Kiev, Viatcheslav Semionov intègre au cours de sa jeunesse les rangs du Dynamo Kiev. Il fait en 1965 ses débuts professionnels sous les couleurs du club-école du Dynamo-2 Kiev (en) en troisième division. Il doit cependant attendre la toute fin d'année 1967 pour faire ses débuts avec l'équipe première, jouant son premier match au premier échelon le 3 décembre 1967 contre le Dinamo Minsk, à l'âge de 20 ans.
Peu utilisé par le Dynamo Kiev durant les années 1968 et 1969, il quitte son club de formation en mai 1969 pour rejoindre le Zaria Lougansk. Il y devient titulaire pour le reste de la saison 1969, marquant notamment son premier but en championnat le 16 juin 1969 contre le SKA Rostov. Il joue par la suite régulièrement durant le début des années 1970 et est ainsi un des cadres de l'équipe qui remporte le titre de champion à l'issue de l'exercice 1972. Quittant le club dans la foulée à la fin de cette dernière année, il cumule ainsi 114 rencontres jouées pour 25 buts marqués entre 1969 et 1972.
L'année 1972 correspond par ailleurs au passage de Semionov au sein de la sélection soviétique après son appel par Oleksandr Ponomarov dans le cadre des Jeux olympiques de 1972. Il y joue son premier match le 29 juin 1972 à l'occasion d'une rencontre amicale contre l'Uruguay et dispute toute la campagne préparatoire durant les mois suivants, marquant notamment un but contre la Suède le 6 août. Durant le tournoi final, il est buteur contre le Mexique durant le premier tour puis deux autres fois contre le Maroc et le Danemark au tour suivant. Il joue par la suite le match pour la troisième place à l'issue duquel l'Union soviétique et l'Allemagne de l'Est se neutralisent et se partagent la médaille de bronze. Il prend part à deux autres rencontres durant le mois d'octobre dans le cadre des éliminatoires pour la Coupe du monde 1974 contre la France puis l'Irlande mais n'est plus rappelé par la suite, terminant ainsi sur un total de onze sélections pour quatre buts marqués.
Semionov fait en 1973 son retour au Dynamo Kiev, avec qui il dispute notamment ses seules rencontres européennes en participant à la Coupe des clubs champions au mois de mars puis la Coupe UEFA en septembre-octobre. Ne jouant aucun match durant la saison 1974, Semionov quitte Kiev en fin d'année pour rejoindre le Dniepr Dniepropetrovsk en 1975 avant de faire son retour au Zaria Vorochilovgrad entre 1976 et 1977. Il termine par la suite sa carrière sous les couleurs du SKA Kiev en troisième division pour qui il joue en 1978-1979 avant de prendre sa retraite au début de cette dernière année à l'âge de 31 ans.
Semionov démarre sa reconversion comme entraîneur dès 1978 en occupant un poste d'assistant-joueur sous Viatcheslav Perchine pour la deuxième partie de l'année. Il fait par la suite son retour au Dynamo Kiev où il devient entraîneur dans les équipes de jeunes du club.

## Statistiques
| Saison                | Club                   | Championnat           | Championnat | Championnat | Coupe(s) nationale(s) | Coupe(s) nationale(s) | Compétition(s) continentale(s) | Compétition(s) continentale(s) | Compétition(s) continentale(s) | Total | Total |
| Saison                | Club                   | Division              | M.          | B.          | M.                    | B.                    | Comp.                          | M.                             | B.                             | M.    | B.    |
| 1965                  | Dynamo-2 Kiev          | D3                    | 26          | 7           | 1                     | 0                     | -                              | -                              | -                              | 27    | 7     |
| 1967                  | Dynamo Kiev            | D1                    | 1           | 0           | -                     | -                     | -                              | -                              | -                              | 1     | 0     |
| 1968                  | Dynamo Kiev            | D1                    | 2           | 0           | -                     | -                     | -                              | -                              | -                              | 2     | 0     |
| Sous-total            | Sous-total             | Sous-total            | 29          | 7           | 1                     | 0                     | -                              | -                              | -                              | 30    | 7     |
| 1969                  | Zaria Lougansk         | D1                    | 22          | 1           | -                     | -                     | -                              | -                              | -                              | 22    | 1     |
| 1970                  | Zaria Vorochilovgrad   | D1                    | 31          | 4           | 3                     | 2                     | -                              | -                              | -                              | 34    | 6     |
| 1971                  | Zaria Vorochilovgrad   | D1                    | 29          | 7           | 3                     | 2                     | -                              | -                              | -                              | 32    | 9     |
| 1972                  | Zaria Vorochilovgrad   | D1                    | 27          | 7           | 2                     | 0                     | -                              | -                              | -                              | 29    | 7     |
| Sous-total            | Sous-total             | Sous-total            | 106         | 23          | 8                     | 2                     | -                              | -                              | -                              | 114   | 25    |
| 1973                  | Dynamo Kiev            | D1                    | 22          | 0           | 7                     | 1                     | C1+C3                          | 2+2                            | 0                              | 33    | 1     |
| 1974                  | Dynamo Kiev            | D1                    | -           | -           | -                     | -                     | -                              | -                              | -                              | 0     | 0     |
| 1975                  | Dniepr Dniepropetrovsk | D1                    | 11          | 1           | 1                     | 0                     | -                              | -                              | -                              | 12    | 1     |
| 1976                  | Zaria Vorochilovgrad   | D1                    | 16          | 2           | 2                     | 1                     | -                              | -                              | -                              | 18    | 3     |
| 1977                  | Zaria Vorochilovgrad   | D1                    | 24          | 7           | 4                     | 1                     | -                              | -                              | -                              | 28    | 8     |
| 1978                  | SKA Kiev               | D3                    | 34          | 8           | 2                     | 0                     | -                              | -                              | -                              | 36    | 8     |
| 1979                  | SKA Kiev               | D3                    | 4           | 0           | -                     | -                     | -                              | -                              | -                              | 4     | 0     |
| Sous-total            | Sous-total             | Sous-total            | 111         | 18          | 16                    | 3                     | -                              | 4                              | 0                              | 131   | 21    |
| Total sur la carrière | Total sur la carrière  | Total sur la carrière | 246         | 48          | 25                    | 5                     | -                              | 4                              | 0                              | 275   | 53    |

## Palmarès
| \| Dynamo Kiev - Championnat d'Union soviétique (2) : - Champion : 1967 et 1968. \| Zaria Vorochilovgrad - Championnat d'Union soviétique (1) : - Champion : 1972. \| | Union soviétique olympique - Jeux olympiques : - Bronze : 1972.                |
| Dynamo Kiev - Championnat d'Union soviétique (2) : - Champion : 1967 et 1968.                                                                                         | Zaria Vorochilovgrad - Championnat d'Union soviétique (1) : - Champion : 1972. |